# Wolfgang Ortmann
Wolfgang Karl Christian Ortmann (São Bento do Sul, 25 de maio de 1917 — Toropetz, 3 de fevereiro de 1942) foi um piloto da luftwaffe nascido no Brasil, que combateu na Segunda Guerra Mundial na Frente Oriental.
Em 3 de fevereiro de 1942 durante uma missão de ataque ao campo de Basary, seu Messerschmitt Bf 110E-2 (W.Nr.4044) colidiu-se com o Messerschmitt Bf 110E-1 (W.Nr.4057) pilotado pelo Hauptmann Rudolf Kaldrack e ambos os aviões caíram no solo, resultando no falecimento de todos os tripulantes. Segundo fonte russas, ambos aviões foram abatidos pelo piloto N.F. Bocharov, que pilotava um LaGG-3.
É possível que Wolfgang Ortmann e Egon Albrecht tenham se conhecido, pois além de serem brasileiros, combateram no II./ZG 1 no Fronte Russo na mesma época.